# Papilio eurymedon
Papilio eurymedon är en fjärilsart som beskrevs av Lucas 1852. Papilio eurymedon ingår i släktet Papilio och familjen riddarfjärilar. Inga underarter finns listade i Catalogue of Life.

## Bildgalleri

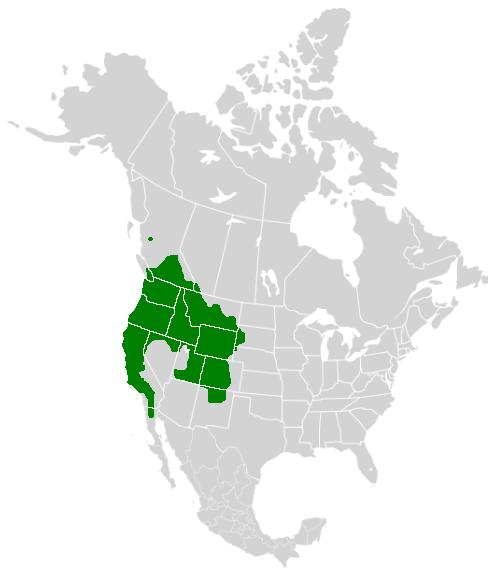
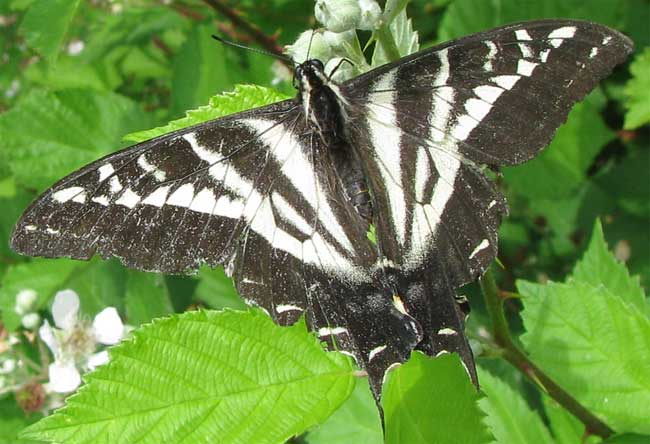